# Robert Renner
Robert Renner (* 8. März 1994 in Celje) ist ein slowenischer Leichtathlet, der sich auf den Stabhochsprung spezialisiert hat und aktuell Inhaber des Landesrekordes ist.

## Karriere
Erste internationale Erfahrungen sammelte Robert Renner im Jahr 2011, als er bei den Jugendweltmeisterschaften nahe Lille mit übersprungenen 5,25 m die Goldmedaille gewann und anschließend siegte er auch beim Europäischen Olympischen Jugendfestival (EYOF) in Trabzon mit 5,31 m. Im Jahr darauf belegte er bei den Juniorenweltmeisterschaften in Barcelona mit 5,40 m den fünften Platz und im Jahr darauf schied er bei den Halleneuropameisterschaften in Göteborg mit einer Höhe von 5,50 m in der Qualifikation aus. Auch bei den Leichtathletik-Halleneuropameisterschaften 2015 in Prag reichten 5,25 m nicht für den Finaleinzug und anschließend siegte er aber bei den U23-Europameisterschaften in Tallinn mit übersprungenen 5,55 m. Daraufhin siegte er bei den Balkan-Meisterschaften in Pitești mit 5,65 m und klassierte sich dann bei den Weltmeisterschaften in Peking mit 5,50 m im Finale auf dem 13. Platz. 2016 gewann er bei den Europameisterschaften in Amsterdam mit einer Höhe von 5,50 m die Bronzemedaille hinter dem Polen Robert Sobera und Jan Kudlička aus Tschechien und nahm daraufhin an den Olympischen Spielen in Rio de Janeiro teil, bei denen er mit 5,45 m aber nicht bis in das Finale gelangte.
2017 belegte er bei den Balkan-Hallenmeisterschaften in Belgrad mit 5,51 m den vierten Platz, wie auch bei den Balkan-Hallenmeisterschaften 2020 in Istanbul mit 5,30 m. Im Jahr darauf wurde er dann bei den Balkan-Hallenmeisterschaften ebendort mit derselben Höhe Fünfter. Ende Juni gewann er bei den Balkan-Meisterschaften in Smederevo mit 5,40 m die Bronzemedaille. Auch bei den Balkan-Hallenmeisterschaften 2022 in Istanbul sicherte er sich mit 5,45 m die Bronzemedaille hinter dem Österreicher Riccardo Klotz und Ioannis Rizos aus Griechenland. Im Juni siegte er mit einer Höhe von 5,61 m bei den Freiluft-Balkan-Meisterschaften in Craiova und schied anschließend bei den Weltmeisterschaften in Eugene mit 5,50 m in der Qualifikationsrunde aus. Auch bei den Europameisterschaften in München im August verpasste er mit 5,30 m den Finaleinzug. Auch bei den Halleneuropameisterschaften 2023 in Istanbul schied er mit 5,20 m in der Qualifikationsrunde aus. Im Juni wurde er bei der 2. Liga der Team-Europameisterschaft im Rahmen der Europaspiele in Chorzów mit 4,90 m Siebter. Im Jahr darauf belegte er bei den Balkan-Meisterschaften in Izmir mit 5,20 m den vierten Platz.
In den Jahren von 2015 bis 2017 sowie von 2020 bis 2022 wurde Renner slowenischer Meister im Stabhochsprung im Freien sowie 2012 und 2013, 2016 und 2018 sowie von 2020 bis 2024 auch in der Halle.